# ريتشل بلوم
راشيل ليا بلوم (من مواليد 3 أبريل 1987) هي ممثلة وكاتبة وممثلة كوميدية أمريكية، اشتهرت بالمشاركة في التأليف والبطولة بدور ريبيكا بانش في المسلسل الدرامي الكوميدي الموسيقي حبيبة سابقة مجنونة، وحازت بسبب هذا الدور على العديد من الجوائز، بما في ذلك جائزة جولدن جلوب، وجائزة TCA، وجائزة تلفزيون اختيار النقاد، وجائزة إيمي برايم تايم.

## التعليم
تعلمت في مدرسة تيش العليا للفنون.

## وصلات خارجية
- ريتشل بلوم على موقع IMDb (الإنجليزية)
- ريتشل بلوم على موقع ألو سيني (الفرنسية)
- ريتشل بلوم على موقع ميوزك برينز (الإنجليزية)
- ريتشل بلوم على موقع أول موفي (الإنجليزية)
- ريتشل بلوم على موقع أول ميوزيك (الإنجليزية)
- ريتشل بلوم على موقع ديسكوغز (الإنجليزية)
- ريتشل بلوم على موقع قاعدة بيانات الفيلم (الإنجليزية)
- ريتشل بلوم على موقع ليتربوكسد (الإنجليزية)
- ريتشل بلوم على موقع كينوبويسك (الروسية)